# Narciarstwo alpejskie na Zimowych Światowych Wojskowych Igrzyskach Sportowych 2010 – slalom gigant drużynowo mężczyzn
Slalom gigant drużynowo mężczyzn jedna z konkurencji rozgrywana w ramach narciarstwa alpejskiego na 1. Zimowych Światowych Wojskowych Igrzyskach Sportowych, odbyła się w dniu 21 marca 2010 na stokach ośrodka narciarskiego w miejscowości Pila położonego w regionie Dolina Aosty we Włoszech.

## Terminarz
| Data               | Godzina (UTC+01:00) | Wydarzenie          |
| ------------------ | ------------------- | ------------------- |
| 21 marca 2010(dts) | 9:30                | Finał – 1. przejazd |
| 21 marca 2010(dts) | 12:30               | Finał – 2. przejazd |

## Uczestnicy
Do zawodów zgłoszonych zostało 8 reprezentacji narodowych. Drużyna mogła liczyć czterech zawodników, czas trzech najlepszych był zaliczany dla zespołu po przeliczeniu na punkty. Słoweńska drużyna została zdekompletowana i nie została sklasyfikowana, ponieważ Miha Vindisar nie ukończył indywidualnego slalomu giganta.
- Austria (4)
- Bośnia i Hercegowina (4)
- Chiny (4)
- Liban (4)
- Niemcy (3)
- Serbia (4)
- Słowenia (3)
- Włochy (4)

## Wyniki
| Мiejsce | Reprezentacja        | Zawodnicy                                               | Czas                             | Pkt          |
| ------- | -------------------- | ------------------------------------------------------- | -------------------------------- | ------------ |
| 1       | Włochy               | Manfred Mölgg Massimiliano Blardone Alexander Ploner    | 8:11,56 2:43,72 2:43,74 2:44,10  | 190 80 60 50 |
| 2       | Austria              | Bernhard Graf Hannes Geisler Christoph Dreier           | 8:18,69 2:45,28 2:46,38 2:47,03  | 91 45 24 22  |
| 3       | Niemcy               | Dominik Schwaiger Benedikt Staubitzer Christoph Zerhoch | 8:19,84 2:45,38 2:46,27 2:48,19  | 82 40 26 16  |
| 4       | Chiny                | Li Lei Zhou Dongjun Zheng Min                           | 9:21,42 3:02,51 3:06,42 3:39,03  | 10 5 4 1     |
| 5       | Serbia               | Vladislav Mandic Milos Sumarac Darco Jeremic            | 10:33,59 3:18,20 3:36,57 2:48,19 | 0            |
| 5       | Liban                | Edouard Geagea Andre Najem Kamel Adra                   | 11:08,91 3:25,00 3:51,00 3:52,91 | 0            |
| 5       | Bośnia i Hercegowina | Narcis Hujic Jasmin Hujic Nikola Ravancic               | 10:55,11 3:32,65 3:34,69 3:47,77 | 0            |

Źródło: CISM 2010